# Онковирус
Онкови́рус (также онкогенный вирус, опухолеродный вирус) — общее название для всех вирусов, потенциально приводящих к развитию опухолей. С 1975 по 1990 годы так же называли подсемейство Oncovirinae семейства ретровирусов, однако на данный момент такая классификация устарела.

## Классификация
К человеческим онковирусам относятся следующие:

### ДНК-содержащие вирусы
- вирус гепатита B (HBV)
- вирусы папилломы человека (HPV) (в особенности, HPV-16 и HPV-18)
- герпесвирус человека типа 8 (HHV-8)
- вирус Эпштейна — Барр (EBV)
- полиомавирус клеток Меркеля (MCV)
- цитомегаловирус человека (CMV или HHV-5) связанный с мукоэпидермоидной карциномой и, возможно, другими злокачественными новообразованиями[2]

### РНК-содержащие вирусы
- Т-лимфотропный вирус человека (HTLV-1)
- вирус гепатита C (HCV)

### Обзорная таблица
| Вирус                                                            | Соответствующие типы рака                                                                                               |
| ---------------------------------------------------------------- | --- |
| Вирусы гепатита, в том числе вирус гепатита B и вирус гепатита C | Гепатоцеллюлярная карцинома (рак печени).                                                                               |
| Т-лимфотропный вирус человека                                    | Тропический спастический парапарез, Т-клеточная лимфома и T-клеточный лейкоз взрослых                                   |
| Папилломавирусы человека                                         | Рак шейки матки, кожи, ануса и пениса. Рак рта, глотки и, возможно, рак лёгких.                                         |
| Герпесвирус человека типа 8                                      | Саркома Капоши и лимфома брюшной полости                                                                                |
| Вирус Эпштейна — Барр                                            | Лимфома Беркитта, лимфогранулематоз, посттрансплантационная лимфопролиферативная болезнь и назофарингеальная карцинома. |